# Kike (piłkarz)
Kike, właśc. Enrique García Martínez (ur. 25 listopada 1989 w Motilla del Palancar) – hiszpański piłkarz występujący na pozycji napastnika. Obecnie jest zawodnikiem Alavés.